# Stagetillus
Stagetillus là một chi nhện trong họ Salticidae.